# Super Jr. Tag League
 (novembre 2021).

Le  Super Jr. Tag Tournament est une compétition par équipe masculine de catch professionnel qui se déroule ordinairement tous les ans à la New Japan Pro Wrestling au Japon.

## Résultats

### Liste des champions
| Année | Vainqueur                                                  | Finaliste                                                                                              | Références |
| ----- | ---------------------------------------------------------- | --- | ---------- |
| 2010  | El Samurai et Koji Kanemoto                                | Apollo 55 (Prince Devitt et Ryusuke Taguchi)                                                           | [ 1 ]      |
| 2012  | Time Splitters (Alex Shelley et Kushida)                   | Apollo 55 (Prince Devitt et Ryusuke Taguchi)                                                           | [ 2 ]      |
| 2013  | The Young Bucks/Bullet Club (Matt Jackson et Nick Jackson) | Forever Hooligans (Alex Koslov et Rocky Romero)                                                        | [ 3 ]      |
| 2014  | reDRagon (Bobby Fish et Kyle O'Reilly)                     | The Young Bucks                                                                                        | [ 4 ]      |
| 2015  | Matt Sydal et Ricochet                                     | Roppongi Vice (Baretta et Rocky Romero)                                                                | ,          |
| 2016  | Roppongi Vice (Baretta et Rocky Romero)                    | ACH et Taiji Ishimori                                                                                  | ,          |
| 2017  | Roppongi 3K/Chaos (Sho et Yoh)                             | ACH et Ryusuke Taguchi                                                                                 | [ 9 ]      |
| 2018  | Roppongi 3K/Chaos (Sho et Yoh) (2)                         | Los Ingobernables de Japón (Bushi et Shingo Takagi) et Suzuki-gun (El Desperado et Yoshinobu Kanemaru) |            |
| 2019  | Roppongi 3K/Chaos (Sho et Yoh) (3)                         | Suzuki-gun (El Desperado et Yoshinobu Kanemaru)                                                        | [ 10 ]     |
| 2021  | Suzuki-gun (El Desperado et Yoshinobu Kanemaru)            | Bullet Club (El Phantasmo et Taiji Ishimori)                                                           | ,.         |
| 2022  | Lio Rush et YOH                                            | Ace Austin et Chris Bey                                                                                |            |